# DataWalk
DataWalk S.A. (ehemals Pilab S.A.) ist ein polnischer Softwarehersteller mit Sitz in Breslau. Das Unternehmen ist auf den Bereich der Datenanalyse spezialisiert und bietet Business Intelligence-Lösungen an. Es betreibt die Analyseplattform DataWalk, die es Banken, Versicherungen sowie staatlichen Institutionen ermöglicht, Betrugsversuche aufzudecken, Geldwäsche zu bekämpfen sowie Geschäftsprozesse zu analysieren und zu überwachen. Das Unternehmen ist über seine Tochtergesellschaft Datawalk Inc. mit Sitz in New York auch den Vereinigten Staaten tätig. Zu den Kunden des Unternehmens zählen das Justiz-, Agrar- und Verteidigungsministerium der Vereinigten Staaten, US-amerikanische Banken und Polizeiorganisationen, das U.S. Department of Homeland Security Customs and Border Protection, europäische Versicherungen u. a. Die Money Laundering and Asset Recovery Section des US-Justizministeriums erwarb die DataWalk-Software, um ein entsprechendes Programm für Anti-Geldwäsche-Untersuchungen einzusetzen.
DataWalk ist an der Warschauer Börse notiert und im polnischen Mittelwerteindex mWIG40 enthalten.